# Elias Menachem Stein
Pour les articles homonymes, voir Elias Stein et Stein.
Elias Menachem Stein, aussi connu comme Eli Stein, né le 13 janvier 1931 à Anvers (Belgique) et mort le 23 décembre 2018 à Somerville dans le New Jersey, est un mathématicien américain particulièrement reconnu dans le domaine de l'analyse harmonique, professeur de mathématiques à l'université de Princeton.

## Biographie
Elias Menachem Stein est né le 13 janvier 1931 à Anvers. Il est le fils de  Elkan Stein, diamantaire, né le 9 juillet 1899 à Husaki en Pologne et mort en décembre 1980 et de 'Hania 'Hana Stein (Goldman), née le 9 mai 1900 à Husaki en Pologne et morte le 15 octobre 1991.
Lors de l'invasion de la Belgique, en 1940, la famille Stein immigre aux États-Unis. Elias Stein, âgé de 9 ans, transporte des diamants dans les semelles de ses chaussures. La famille s'installe dans le Upper West Side de Manhattan,.
Elias Menachem Stein est l'élève d'Antoni Zygmund et le directeur de thèse notamment de Terence Tao, de Hart F. Smith  et de Charles Fefferman parmi ses 52 doctorants and 693 descendants académiques.

## Distinctions
Elias Menachem Stein est lauréat des prix suivants :
- prix Leroy P. Steele (1984 et 2002)
- prix Schock (1993)
- prix Humboldt
- prix Wolf de mathématiques (1999)
- National Medal of Science (2002)
- Prix Stefan Bergman (2005)

## Publications
- (en-US) Singular Integrals and Differentiability Properties of Functions, Princeton University Press, 1970
- (en-US) avec Guido Weiss : Introduction to Fourier Analysis on Euclidean Spaces, Princeton University Press, 1971
- (en-US) Analytic Continuation of Group Representations. Princeton University Press 1973
- (en-US) Harmonic Analysis: Real-variable Methods, Orthogonality, and Oscillatory Integrals, Princeton University Press, 1993
- (en-US) Fourier Analysis: An Introduction, Princeton University Press, 2003
- (en-US) Complex Analysis, Princeton University Press, 2003
- (en-US) Real Analysis: Measure Theory, Integration, and Hilbert Spaces, Princeton University Press, 2003.